# 陈顺通
陈顺通（1895年—1949年），民国时期航运巨头，中国船王，浙江宁波人。陈顺通旗下的船运公司为中国大陆统一和之后的为抗日战争都做出过重要贡献。其公司旗下两艘轮船二战前被日本方面扣留，二战时沉毁。陈顺通和家族后人通过法律手段寻求日方赔偿损失，成为跨世纪的著名官司和中日关系史上的著名事件。2014年4月，陈家获得日方三井公司高达40亿日元（约合2.6亿人民币）的赔偿，诉讼终告一段落，并引起对中日关系的讨论。

## 生平
大清光绪二十二年（丙申年腊月，1897年1月），生于浙江宁波府。祖籍鄞县。生于一贫苦家庭，年仅14岁，于1909年，赴上海打拼。
在上海任当时著名的国民航运公司经理。蒋介石北伐，期间为国民革命军运送军火、兵员和粮草。
1930年9月1日，在上海成立中国首家私人独资海运公司，即为著名的中威轮船公司。后经营规模不断扩大，陆续自英国、澳大利亚等国购入「新太平」、「順豐」、「源長」等现代轮船。其中的“顺丰”号，是当时中国吨位最大的现代轮船。旗下航运公司总吨位超过二万吨，成为中国第一位船王。当时董浩云（香港首任特首董建华之父），在中威轮船公司工作，而且是陈的得力助手。董浩云日后赴香港发展，在20世纪70年代成为环球船王。
1937年8月，中威轮船公司旗下“源长”号轮船和其他10多艘轮船一起作为水面防御工事自沉于长江江阴要塞，阻止日军进逼。
1939年6月，抗日战争中为防止日军登陆，保卫宁波港，中威轮船公司旗下“太平”轮自沉于镇海招宝山海防。
1947年，抗日战争胜利，陈氏企业也已破产。
1949年11月，在上海因病逝世。因生前旗下轮船被日方沉毁，成为悬案。陈顺通遗愿陈家后人不断力争，讨回公道，方能将自己下葬。
后人中有长子陈洽群，孙辈陈震、陈春，均为香港企业家。孫陈鼎及陈平等居上海，陈丰居海外。曾孙陈中威(陈春长子)承继家族事业，穿梭沪港等地。

## “中威船案”
陈顺通旗下轮船被日方在二战期间损毁一案，成为中日之间著名案例，有“中威船案”，影响深远，有“对日民间索赔第一案”之称。其简要历史如下：

### 第一阶段
“中威船案”起源在抗日战争前夕的中国上海，并因抗日战争、日方违约为发端。陈家第一代陈顺通为主要人物。
- 1936年6月，日本大同海运株式会社与陈顺通的中威轮船公司在上海签订合同，日方获得租用中威公司6000多吨的“顺丰”号轮船，租期准一年。
- 1936年10月，日本大同海运株式会社又与陈顺通的中威轮船公司在上海签订合同，日方获得租用中威公司5000多吨的“新太平”号轮船，租期准一年。
- 1937年，日本大同海运株式会社的租船合同期满，但租用的“顺丰”与“新太平”两轮船却下落不明，迟迟不能交付给陈的中威轮船公司。同时，日本侵华，抗日战争全面爆发。
- 1937年年底，因日军侵华，中威轮船公司的业务被迫全面停止，所有航线中断。
- 1938年12月，陈得知，中威轮船公司的“新太平”号在大同海运株式会社营运时，已于日本北海道附近海域触礁沉没。
- 1947年，日本战败，陈顺通经同盟国军方渠道得知，自己旗下的两艘轮船均已在二战中沉没。其中，“新太平”号轮船沉没于1938年。而“顺丰”号轮船于1944年12月在南中国海触水雷沉没。
- 陈顺通因此一病不起，于1949年11月在上海病逝，遗嘱责成长子陈洽群，不论艰难险阻，向日方索赔，讨回公道、追回企业损失。

### 第二阶段
“中威船案”主要进展发生在香港、日本之间，以陈家第二代陈洽群为主要人物。
- 1949年，陈家长子陈洽群移居香港，并在20世纪50、60年代在香港继续与日本大同海运株式会社谈判索赔。但多次交涉，均无结果，日方企业拒绝作出赔偿。
- 1962年，陈洽群以先前中日两公司间原始合约和日本大同海运株式会社关于两租赁轮船于1937年8月“被日本海军捕获”的说法为依据，开始与日本政府交涉索赔。1964年，陈赴日本，在东京地方法院起诉日本政府。
- 1974年，日本东京法院以“时效消灭”为理由，判定陈洽群败诉。陈因此无力进一步与日本政府交涉索赔。

### 第三阶段
“中威船案”主要进展发生在中国大陆改革开放之后的上海，以陈家第三代为主要人物。
- 1987年1月1日，中华人民共和国民法通则颁布施行。依据此法律，“中威船案”有在中国大陆获得受理的可能。鉴于1936年，中威轮船公司和日本大同海运株式会社租赁合约的洽谈地、签约地和履行地均在中国大陆的上海，根据中华人民共和国民事诉讼法，此案理应被中国法院受理。
- 20世纪80年代末，日本大同海运株式会社成为日本海运株式会社。日本海运株式会社继承前者债权债务。
- 1988年，陈洽群以中威公司的名义，向上海海事法院提起诉讼，起诉日本海运株式会社。
- 上海海事法院经长达2年的审查，于1989年，正式受理此案。
- 1989年，日本大同海运株式会社被日本奈维克斯海运株式会社收购。
- 1991年8月15日，“中威船案”第一次在上海开庭，被告日本奈维克斯海运株式会社要求原告律师回避，被上海海事法院驳回。
- 1992年4月，陈洽群病逝。陈洽群去世前立下遗嘱，责成其长子陈震、次子陈春秉承祖父陈顺通、父陈洽群两代人的遗愿，继续进行诉讼，向日方索赔。
- 1995年1月10日，“中威船案”在上海进行第二次开庭审理。
- 1995年5月15日，“中威船案”在上海进行第三次开庭审理。
- 1996年5月20日，“中威船案”在上海进行第四次开庭审理，历时9天。此审理辨明了陈顺通遗嘱的真实性，上海市高级人民法院判定陈顺通遗嘱真实有效。
- 1999年，日本奈维克斯海运株式会社又被日本财阀三井株式会社收购。
- 2003年11月25日，“中威船案”在上海海事法院进行第五次开庭审理。
- 2007年12月7日，上海海事法院一审判决日本商船三井株式会社向陈家赔偿29.16亿日元（折合当时约2亿元人民币）。双方均未在30日内再次提起上诉，判决有效。但日方并未立即赔款。该案成为世界对日民间诉讼时间跨度最久，涉及金额最大的一场官司。[6]

### 第四阶段
“中威船案”在最近获得解决，并引发关于中日关系的讨论。
- 2014年4月19日周六，上海海事法院在浙江宁波舟山港扣押日本三井轮船公司的一艘货轮"BAOSTEEL EMOTION"号，因三井之前未执行上海海事法院之前关于“中威船案”的判决[8]。
- 之后，日本主流媒体和各大传媒都详尽报导此事，有日本评论认为“在对于二战赔偿，中国人起诉日本企业案件上，日企目前面临不利局面”。并有认为中国政府对日外交态度不缓和、立场鲜明。[8]
- 2014年4月21日周一，日本政府迅速作出反应。日本内阁官房长官菅义伟在记者会上对此事件“表示遗憾”，并认为“是从根本上动摇了1972年中日联合声明所显示的中日邦交正常化精神”[8]。
- 2014年4月21日，中华人民共和国外交部发言人秦刚在例行记者会上说明此事“并不违背中日邦交正常化精神”，并说明此案为“普通商事合同纠纷案”。[9]
- 2014年4月23日，日本三井公司向上海法院支付约40亿日元（折合人民币约2.6亿元）赔偿。[9]
- 2014年4月24日早8点30分，上海海事法院周四解除对三井公司货轮BAOSTEEL EMOTION的扣押令，轮船出港。[10]